# Torelli (Mercogliano)
Torelli è una frazione del comune di Mercogliano (Avellino) ed è posta ai piedi del massiccio montuoso del Montevergine, nelle immediate vicinanze del casello Avellino Ovest dell'Autostrada Napoli-Bari e dell'Abbazia di Loreto.

## Storia
La storia di Torelli si identifica per lo più con quella di Mercogliano, di cui segue le vicende; vicende a lungo legate a quelle dell'abbazia di Montevergine. E la storia di Mercogliano parte dalla discesa dei Longobardi nel meridione d'Italia, quando un gruppo di abitanti della vicina Abellinum, per sfuggire all'invasore barbarico, si rifugia sulla collina ai piedi del Partenio. Siamo vicini all'anno 900 ed a questo periodo si possono far risalire i primi documenti che trattano di questa località. Si tratta di documenti connessi alla fruizione di vigneti e noccioleti, le colture specifiche della zona. In effetti, l'importante ritrovamento di una colonna militare romana in località Alvanella, dimostra chiaramente che l'attuale Torelli si trovava in una posizione strategica quale snodo viario verso Napoli. Ma la prima documentazione che ci parla di una località Torelli, o anche Villanova, si fa risalire al 1136, in riferimento alla chiesa di San Nicola. È il periodo dei Normanni, che si sono insediati nel sud della penisola. E la storia di Torelli gira intorno a questa chiesa, edificata nel culto di un santo particolarmente venerato in Campania. Dapprima si tratta di case rurali, sorte appunto intorno ad un vigneto o ad un noccioleto. Successivamente gli edifici si sviluppano intorno alla chiesa e danno luogo al villaggio. Ma è il periodo dei "secoli bui" e, dopo un periodo di crescita, così come decadono le chiese, decadono anche i borghi. Mercogliano e Torelli non fanno eccezione. Se a questo si aggiungono le tante calamità naturali che hanno stravolto l'identità di questa zona, si ha un quadro piuttosto sconfortante di quella che poteva essere la vita sociale ed economica del tempo. Dal punto di vista economico e politico, la potente Abbazia di Montevergine, che gestiva i beni del territorio, vede diminuire la sua importanza in quanto rimane assoggetta alla Commenda dell'Annunziata di Napoli che, attraverso un suo governatore, si ritrova a disporre dei beni del Monastero ed entra in conflitto con Montevergine ed i suoi vassalli. È il periodo del vicereame spagnolo, un dominatore che sfrutta duramente una popolazione già vessata. La disputa fra l'Annunziata e Montevergine, legata appunto agli interessi economici derivanti dall'utilizzo del territorio, va avanti fino al 1700 quando si arriva ad un accordo che sancisce la fine della Commenda. Ma i grandi eventi storici di fine Settecento e l'arrivo dei francesi segnano un ulteriore momento buio nella storia dei territori. I francesi mirano ad acquisire e conservare il controllo delle vie di comunicazione che passano per Avellino, per cui non lesinano un consistente impegno militare. Purtroppo si macchiano anche di inaudite nefandezze, con rappresaglie, stupri e violenze che gli abitanti di Mercogliano e dei suoi dintorni devono subire. Il ritorno di Ferdinando IV sul regno di Napoli viene accolto favorevolmente dalla popolazione grazie ad una diminuzione dei pesanti oneri fiscali cui i sudditi devono sottostare. Ma è un altro periodo buio di queste terre, tormentate dai tanti eventi catastrofici legati a terremoti, carestie, pestilenze e incendi. Torelli e Mercogliano assumono un ruolo decisivo nei moti rivoluzionari del 1820-21. Proprio a Torelli, con il nome di "Gli Irpini al Campo del Gaudo" nasce una "carboneria" che svolgerà un ruolo importante nelle vicende che si riconducono all'iniziativa di Morelli e Silvati. Ma nove mesi dopo, il rigurgito di libertà viene soffocato nel sangue e sono proprio gli abitanti del luogo, da cui erano partiti i moti, a dover subire la vendetta dei restauratori. E Torelli paga il suo tributo di sangue sull'altare di un'illusione troppo breve di libertà. Successivamente la storia del borgo segue le vicende dell'Italia meridionale: dall'Unità d'Italia con la piaga del brigantaggio, alle guerre mondiali, cui Torelli offre un contributo in perdite di vite umane non secondario, fino ai giorni nostri con la irrisolta "questione meridionale".